# Lost Sirens
Lost Sirens — девятый студийный альбом английской рок-группы New Order, выпущен 14 января 2013 года в Великобритании. Песни, вошедшие в него, были записаны во время сессий предыдущего альбома группы Waiting for the Sirens’ Call.

## Об альбоме

### Запись
Как и в Waiting for the Sirens’ Call, в записи Lost Sirens участвовали Фил Каннингем, Бернард Самнер, Питер Хук и Стивен Моррис. Альбом был записан на студии «Real World» в 2003—2004 годах, всего запись стоила около 700 000 фунтов стерлингов. Записанные песни должны были быть выпущены вскоре после релиза Waiting for the Sirens’ Call в 2005 году, однако группа распалась в 2007 году. Записанные песни в конце концов вошли в лонгплей Lost Sirens, выпущенного после реюниона группы без басиста Питера Хука в 2011 году. Кроме того, песня «Hellbent» была выпущена на компиляции Total: From Joy Division to New Order в 2011 году.

## Список композиций
Слова и музыка всех песен — Бернард Самнер, Питер Хук, Стивен Моррис и Фил Каннингем.
| №  | Название                          | Длительность |
| -- | --------------------------------- | ------------ |
| 1. | «I'll Stay with You»              | 4:22         |
| 2. | «Sugarcane»                       | 4:50         |
| 3. | «Recoil»                          | 5:09         |
| 4. | «Californian Grass»               | 4:35         |
| 5. | «Hellbent»                        | 4:27         |
| 6. | «Shake It Up»                     | 5:23         |
| 7. | «I've Got a Feeling»              | 4:29         |
| 8. | «I Told You So» (Crazy World Mix) | 5:06         |

### Релиз
Изначально Lost Sirens готовился к выпуску в конце 2012 года, но в интервью, данном в Сан-Пауло в поддержку воссоединения коллектива в 2011 году, Джиллиан Гилберт призналась о проблемах с Питером Хуком и сообщила о том, что «за кулисами происходит многое, и это имеет отношение к авторским правам» (англ. a lot going on behind the scenes on the copyright), и из-за этого выпуск материала откладывается. В декабре 2012 года группа сообщила, что выпуск альбома Lost Sirens намечен на 14 января 2013 года. Незадолго до релиза, 11 января, альбом был пущен в трансляцию на официальном сайте журнала Rolling Stone.

## Отзывы
| Оценки критиков      | Оценки критиков |
| Источник             | Оценка          |
| -------------------- | --------------- |
| Consequence of Sound | [ 4 ]           |
| The Independent      | [ 5 ]           |
| Metro                | [ 6 ]           |
| Pitchfork            | (6.8/10)        |
| Allmusic             | [ 8 ]           |

Альбом был положительно принят Энди Гиллом из The Independent, который заявил что девятый альбом New Order превосходит своего альбома-родителя [Waiting for the Sirens' Call]. Гилл практически рекомендовал «I Told You So», «Sugarcane» и «Hellbent», как лучшие треки в альбоме. Британское издание Metro высказалась, что пластинка «предлагает немного классики, но будет по-прежнему радовать поклонников группы своим „feelgood“ звуком».

## Участники записи
New Order
- Бернард Самнер — вокал, гитара, синтезатор, программирование
- Питер Хук — 4- и 6-струнная бас-гитара, синтезатор, программирование
- Стивен Моррис — ударные, синтезатор, программирование
- Фил Каннингем — гитара, синтезатор, программирование

А также
- Мак Куайл — клавишные, дополнительное программирование
- Давн Зи — дополнительный вокал на «I Told You So»